# 勇気をください
- 田村ゆかり > 田村ゆかりの作品 > 勇気をください
- マクロスシリーズ > マクロス・ジェネレーション > 勇気をください

「勇気をください」（ゆうきをください）は、田村ゆかりのキャラクターソング。田村ゆかり本人名義では、この作品がCDデビュー作となる。

## 概要
田村ゆかりの歌手デビュー作となるCD。ラジオドラマ『マクロス・ジェネレーション』の挿入歌で、アルバム『マクロス・ジェネレーション Legend of Eternal Songs』に2曲とも収録されている。
2015年、ポリグラム時代の楽曲を集めたアルバム『Early Years Collection』にデジタルリマスターされ再収録された。

## 収録曲
1. 勇気をください
  - 作詞：森由里子／作曲：羽田健太郎／編曲：松尾早人
    - ラジオドラマ『マクロス・ジェネレーション』挿入歌
2. 未来のDIARY
  - 作詞：森由里子／作曲：羽田健太郎／編曲：坂本洋
  - ラジオドラマ『マクロス・ジェネレーション』挿入歌
3. 勇気をください（カラオケ）
4. 未来のDIARY（カラオケ）